# Sol de verano
Sold de verano（ソルド デ ヴィラーノ）は、北原愛子の1stミニアルバム。

## 解説
- 自身では唯一のミニアルバム及びカバーアルバムでもある。

## 批評
CDジャーナルは「一般的なJ-POPにも聞きやすいように工夫されている」と評した。

## 収録曲
1. LABAMBA
編曲：池田大介
2. QUIZAS,QUIZAS,QUIZAS
編曲：池田大介
3. QUIEN SERA
編曲：小澤正澄
4. HISTORIA DE UN AMOR
編曲：小澤正澄
5. BESAME MUCHO
編曲：池田大介
6. LA MALAGUENA
編曲：池田大介
7. grand blue -Spanish Ver.-
作詞：北原愛子　作曲・編曲：徳永暁人

## ゲストコーラス
- Luis Sartor
- 輝門